# 매화로 (성남시)
매화로(Maehwa-ro)는 경기도 성남시 분당구 야탑동 야탑삼거리 에서 여수동입구교차로를 잇는 분당구에 있는 도로이다.

## 주요 경유지
경기도
- 성남시 분당구 (야탑동)

## 노선
| 이름              | 접속 노선 | 소재지 | 소재지 | 비고 |
| ----------------- | --------- | ------ | ------ | ---- |
| 아탑삼거리        | 판교로    | 성남시 | 분당구 |      |
| 야탑8교           |           | 성남시 | 분당구 |      |
| 탑마을사거리      | 야탑로    | 성남시 | 분당구 |      |
| 매화사거리        | 장미로    | 성남시 | 분당구 |      |
| 벌말교            |           | 성남시 | 분당구 |      |
| 여수동입구 교차로 | 판교로    | 성남시 | 분당구 |      |
| 여수공원로와 직결 |           |        |        |      |

## 주요 시설및 건물
- SK브로드밴드 분당판교지점 (매화로 41/야탑동 382-7)
- 새마을금고 성남제일새마을금고 야탑지점 (매화로 42/야탑동 291-3)
- 도미노피자 야탑점 (매화로 43/야탑동 382-6)
- CU 야탑빌리지점 (매화로 46/야탑동 291-1)
- 메가MGC커피 야탑빌리지점 (매화로 46/야탑동 291-1)
- 파파존스 야탑점 (매화로 49/야탑동 382-4)
- 파리바게뜨 분당매화점 (매화로 51/야탑동 382-3)